# Dinastija Sachsen-Coburg-Gotha
Sachsen-Coburg-Gotha, njemačka vladarska dinastija čiji su članovi vladali velikim brojem europskih država. Danas su potomci dinastije na vlasti u Belgiji i Velikoj Britaniji.

## Povijest
Dinastija je nastala kao ogranak dinastije Wettin, koja je izrodila nekoliko europskih dinastija. Prvim članom se smatra Ernest III. od Sachsencoburga i Salfelda koji je vojvodstvo Salfeld zamijenio za Gothu. Ernestov brat Leopold je izabran za prvog kralja Belgije. Leopoldovi potomci, danas s Albertom II. na čelu, sjede na belgijskom tronu od 1831. godine. Leopoldova kći Šarlota je brakom bila carica Meksika.
Ernestov sin Albert je oženio kraljicu Viktoriju od Ujedinjenog Kraljevstva. Njihov sin, Eduard VII., je pripadao dinastiji Sachsen-Coburg-Gotha. Međutim, Prvi svjetski rat uzrokovao je anti-njemačko raspoloženje u Ujedinjenom Kraljevstvu, te je kralj Đuro V. odlučio promijeniti ime dinastije u Windsor. Dinastija Windsor je tako ogranak dinastije Sachsen-Coburg-Gotha, a vjerojatno je da će posljednji patrilnearni član dinastije Sachsen-Coburg-Gotha u Ujedinjenom Kraljevstvu biti Elizabeta II.
Ernestov rođak je oženio kraljicu Mariju II. Portugalsku i, prema portugalskom zakonu, postao de jure uxoris kralj kao Ferdinand II. nakon rođenja njihovog prvog djeteta. Dinastija Sachsen-Coburg-Gotha je tako nakon Marijine smrti zavladala Portugalom. Posljednji član dinastije koji je vladao Portugalom je bio kralj Manuel II.
Godine 1826. Ferdinand od Sachsencoburga i Gothe je naslijedio slovačku kneževinu svoga punca, te su pripadnici ove dinastije zavladali prostorima današnje Slovačke.
Još jedan član dinastije o kojoj je riječ, također po imenu Ferdinand, izabran je za cara Bugarske. Današnja glava bugarskog ogranka dinastije je Simeon Sachsen-Coburg-Gotha, bivši car Bugarske koji je vladao kao Simeon II. prije nego što su ga zbacili komunisti, a danas služio je i kao demokratski izabrani premijer pod imenom Simeon Sachsencoburggothaevski.

## Popis vladara iz dinastije Sachsen-Coburg-Gotha

### Kneževska linija
- Ernest I. (1826. – 1844.)
- Ernest II. (1844. – 1893.)
- Alfred (1893. – 1900.)
- Karlo Eduard (1900. – 1918.)

### Belgijski kraljevi
- Leopold I. (1831. – 1865.)
- Leopold II. (1865. – 1909.)
- Albert I. (1909. – 1934.)
- Leopold III. (1934. – 1951.)
- Baudoin (1951. – 1993.)
- Albert II. (1993. – 2013.)
- Filip (2013.-....)

### Britanski kraljevi
- Eduard VII. (1901. – 1910.)
- Đuro V. (1910. – 1936.)
- Eduard VIII. (1936.)
- Đuro VI. (1936. – 1952.)
- Elizabeta II. (1952. - 2022.)

### Bugarski kraljevi
- Ferdinand I. (1887. – 1918.)
- Boris III. (1918. – 1943.)
- Simeon II. (1943. – 1946.)

### Portugalski kraljevi
- Marija II. (1834. – 1853.) i Ferdinad II. (1836. – 1853.)
- Petar V. (1853. – 1861.)
- Ludovik I. (1861. – 1889.)
- Karlo I. (1889. – 1908.)
- Manuel II. (1908. – 1910.)

## Vanjske poveznice
- Sachsen-Coburg-Gotha (njem.)
- Catholic Encyclopedia (engl.)